# Théo Chendri
Théo Chendri (Merville, Alto Garona; 27 de mayo de 1997) es un futbolista francés que juega como centrocampista en el Zamora CF de la Segunda División RFEF.

## Trayectoria

### Inicios
Inició su incursión en el fútbol en la localidad francesa de Aussonne, destacándose y llegando a participar en selección sub-16. Durante su estadía en el Colomiers, recibió diversas ofertas de grandes clubes europeos como el Olympique de Lyon, Manchester United, Manchester City, Real Madrid C. F. y F. C. Barcelona.

### F. C. Barcelona
Finalmente acaba arribando en Can Barça en el verano del 2012, incorporándose al Cadete "A" en donde tomó rápidamente protagonismo. Su progresión se vio interrumpida en febrero de 2013 cuando la FIFA le prohibió jugar hasta cumplir 16 años. En su vuelta, comenzó a participar con el Juvenil "B", con quienes conquistó la Spartak Cup siendo fundamental en la zaga; aunque lamentablemente continuaría durante bastante tiempo apartado de los terrenos de juego. Al alcanzar su mayoría de edad consigue normalizar su situación, participando activamente ahora en el Juvenil "A" siendo vital en los partidos por la Liga Juvenil de la UEFA. Posteriormente Gerard López lo haría debutar con el filial azulgrana, esto sería el 12 de agosto de 2015 en un amistoso de pretemporada ante el U. E. Sant Ildefons, Théo además marcaría el tercer gol para la victoria por 2-5. Debutaría de manera oficial el 19 de diciembre frente al C. D. Eldense quienes vencerían por 4-2, Théo entró en sustitución de Robert Costa jugando 57 minutos.
El 26 de enero de 2023, firma por el Zamora CF de la Segunda División RFEF.

## Clubes
| Club                              | País      | Años        |
| --------------------------------- | --------- | ----------- |
| Fútbol Club Barcelona Juvenil "A" | España    | 2014 - 2016 |
| Fútbol Club Barcelona "B"         | España    | 2015 - 2016 |
| Football Club de Nantes "II"      | Francia   | 2016 - 2019 |
| Fremad Amager                     | Dinamarca | 2019 - 2020 |
| SD Formentera                     | España    | 2021 - 2022 |
| C.D. Badajoz                      | España    | 2022 - 2023 |
| Zamora CF                         | España    | 2023 - Act. |

### Estadísticas
| Club                       | Temporada           | Liga  | Liga  | Copa Nacional | Copa Nacional | Internacional | Internacional | Total | Total |
| Club                       | Temporada           | Part. | Goles | Part.         | Goles         | Part.         | Goles         | Part. | Goles |
| -------------------------- | ------------------- | ----- | ----- | ------------- | ------------- | ------------- | ------------- | ----- | ----- |
| F. C. Barcelona B · España | 2015-16             | 1     | 0     | -             | -             | -             | -             | 1     | 0     |
| F. C. Barcelona B · España | Total               | 1     | 0     | -             | -             | -             | -             | 1     | 0     |
| Total en su carrera        | Total en su carrera | 1     | 0     | -             | -             | -             | -             | 1     | 0     |